# Porsche 917
La Porsche 917 est une voiture de course du constructeur allemand Porsche. Elle s'est illustrée notamment aux 24 Heures du Mans en 1970 et en 1971.

## Historique

### Genèse
La Porsche 917 a été créée dans l'objectif de gagner les 24 Heures du Mans. Celle-ci doit toutefois affronter, au sein du groupe 4, les puissantes Ford GT40, Lola T70 et autres Ferrari 512 S.
Conçue par Ferdinand Piëch, le neveu de Ferdinand Porsche, la Porsche 917 est un coupé massif muni d'un moteur flat 12 ouvert à 180° de 4,5 litres, développant 427 kW (580 PS). Ce coupé s'inspire de la Porsche 908, équipée quant à elle d'un moteur à plat huit-cylindres de trois litres développant 258 kW.
La légèreté et l'aérodynamisme sont recherchés en priorité. En conséquence, l'appui aérodynamique de la Porsche 917 se révèle tellement faible la première année que les pilotes craignent de la conduire. Ainsi, en 1969, tous les pilotes d'usine refusent de l'emmener sur le Nürburgring, lui préférant la Porsche 908, moins puissante de 200 ch.
Le 12 mars 1969, soit moins d’un an après le début de sa conception, la 917 est dévoilée au salon de Genève. Le constructeur propose au public la voiture « de série » la plus performante qu’il ait jamais produite, annonçant 530 ch et une vitesse de pointe supérieure à 320 km/h. Dans la foulée, il assure la sortie du vingt-cinquième exemplaire pour le 31 mars 1969 au plus tard, afin d’obtenir l’homologation de la FIA.
Il existe deux modèles de la version d'origine (coupé) de la Porsche 917 : la « LH » (pour « Lang Heck » ; « longue queue » en français) et la version « K » (pour « Kurz » ; « court » en français). La carrosserie « LH », version principale, est destinée à améliorer la vitesse de pointe pour concourir sur le Circuit du Mans. Plus rapide que la « K » en vitesse de pointe, elle se révèle toutefois moins maniable dans les virages et sous la pluie.
Au total, 65 Porsche 917 seront construites par Porsche dont quarante-quatre coupés longue queue ou courte, deux Spyders PA et dix-neuf Spyders CanAm ou Interserie.

### Résultats en course
En 1970, la 917 devient la première Porsche à remporter les 24 Heures du Mans au général (Porsche ayant déjà remporté de nombreuses victoires de catégorie), les 917 se classant première et deuxième. En 1971 elle bat le record de distance dans cette même épreuve avec 5 335,31 km parcourus (soit plus de 222 km/h de moyenne), record qu'elle a détenu jusqu'en 2010. En 1972 et 1973, Porsche se lance dans la série nord-américaine CanAm avec les 917/10 et 917/30 (certaines développent alors plus de 1 100 chevaux, 1 400 ch avec turbo) remportant les huit épreuves de la saison 1973. 
Lors de leur lancement en CanAm les 917 disposaient déjà d'une boîte de vitesses à cinq rapports,  mais le couple fourni par le moteur après l'adoption du système turbo ne leur laisse alors aucune chance de victoire. Porsche revient alors à la conception d'une boîte de vitesses à quatre rapports, plus résistante, pour retrouver sa fiabilité.
La Porsche 917 fut nommée « Voiture de compétition du siècle » (« Greatest racing car in history ») par 50 experts internationaux des sports mécaniques pour le magazine britannique Motor Sport et reste pour beaucoup la voiture de course ultime du début des années 1970. À titre d'exemple, lorsque les 917 couraient sur des circuits communs aux Sport-prototypes et à la Formule 1, elles réalisaient des temps qui leur auraient permis de se qualifier dans le Top-10 d'une grille de F1 de l'époque[réf. nécessaire].

## Cinéma

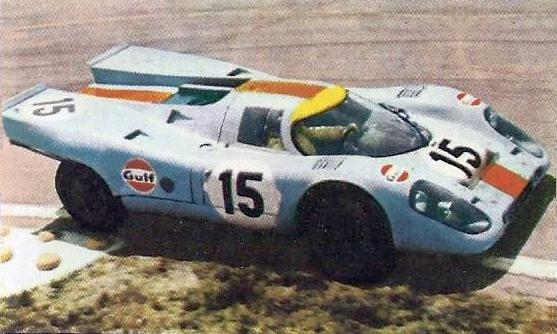
Une Porsche 917K de 1970 aux couleurs Gulf, en course.

La Porsche 917 est à l'honneur dans le film de 1971 Le Mans de Lee H. Katzin, avec Steve McQueen, où elle porte les célèbres couleurs du pétrolier américain Gulf.
Elle apparait également dans le film de 1977 La Coccinelle à Monte-Carlo de Vincent McEveety où elle se révèle comme la principale concurrente de choupette durant la course qui relie Paris à Monte-Carlo.

## Palmarès en endurance
La Porsche 917 a remporté à elle seule dix-sept victoires.
- championnat du monde des voitures de sport 1969, pour épauler la Porsche 908 en août 1969 : 1 000 kilomètres de Zeltweg (victoire aussi aux 9 Heures de Kyalami, hors championnat) ;
- championnat du monde des voitures de sport 1970 (7 courses remportées sur les 10 courses du championnat) : 24 Heures de Daytona, 1 000 kilomètres de Brands Hatch, 1 000 kilomètres de Monza, 1 000 kilomètres de Spa, 24 Heures du Mans (1er et 2e), 6 Heures de Watkins Glen et 1 000 kilomètres de Zeltweg ;

- Interserie 1970: Norisring, Keimola, Thruxton, et premier championnat Interserie avec Jürgen Neuhaus ;

- championnat du monde des voitures de sport 1971 (sept courses remportées sur les onze courses du championnat) : 1 000 kilomètres de Buenos Aires, 24 Heures de Daytona, 12 Heures de Sebring, 1 000 kilomètres de Monza, 1 000 kilomètres de Spa, 24 Heures du Mans (1re et 2e), 1 000 kilomètres de Zeltweg (victoire aussi aux 1 000 kilomètres de Paris, hors championnat).

Sur des circuits exigeant des voitures de plus grande maniabilité (Targa Florio et 1 000 km du Nürburgring), la 917 n'a pas été alignée, mais remplacée par la Porsche 908 spider, qui s'est imposée.
Par ailleurs, le constructeur Porsche détient le record de victoires au Mans avec 19 succès.

## Pilotes célèbres
La Porsche 917 a été menée à la victoire par des pilotes devenus célèbres. 
Parmi eux, Leo Kinnunen, champion Interserie en 1971 (victoire à Keimola) et en 1972 (victoires à Hockenheim I, Norising, Keimola, Nürburgring et Hockenheim II), George Follmer, champion CanAm en 1972 pour Penske Racing (victoires à Road Atlanta, Mid-Ohio, Road America, Laguna Seca et Riverside) et Mark Donohue en 1973 (victoires à Road Atlanta avec Follmer, puis Donohue à Watkins Glen, Mid-Ohio, Road America, Edmonton, Laguna Seca et Riverside).

## Galerie

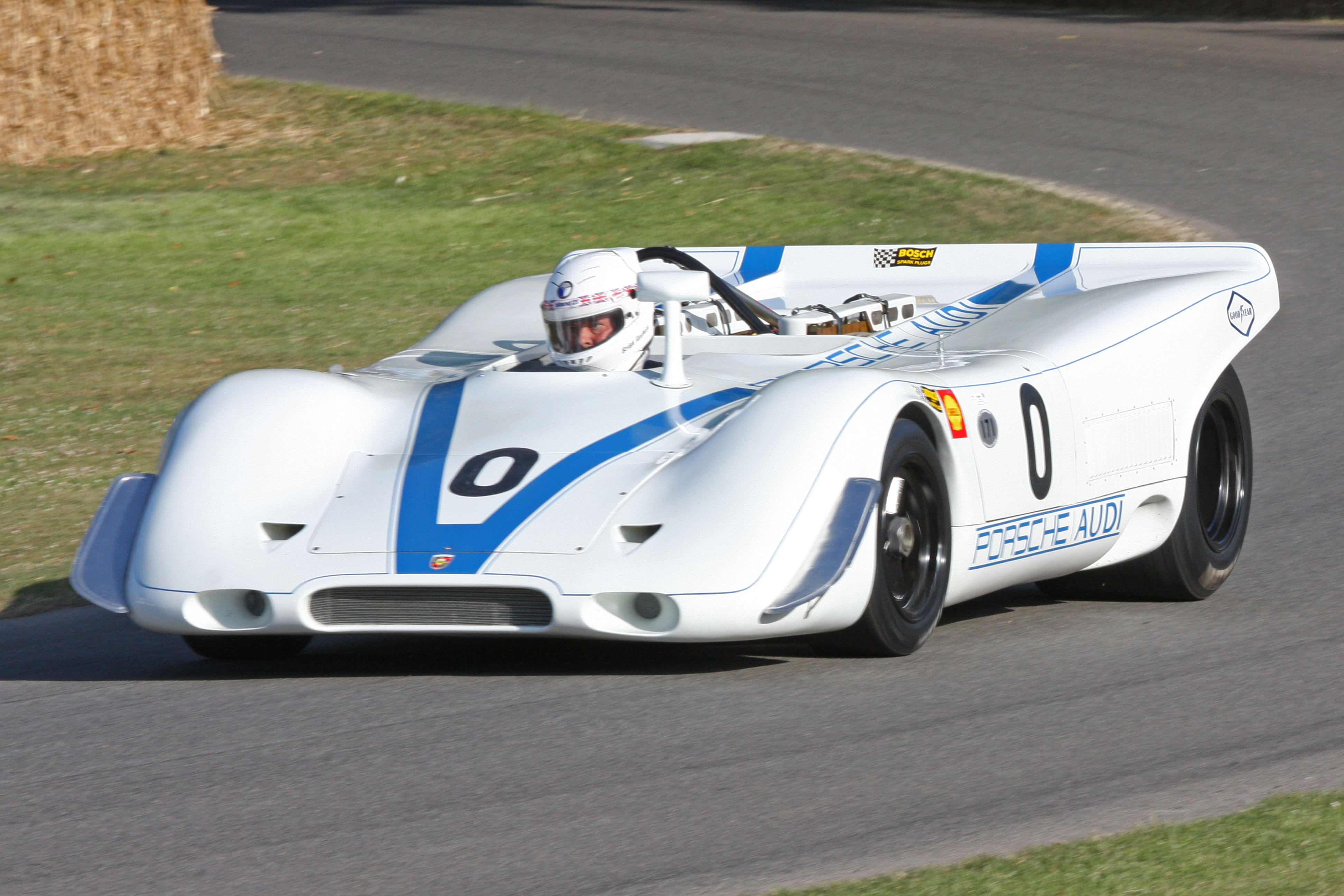
Version 917 PA CanAm (de 1969).
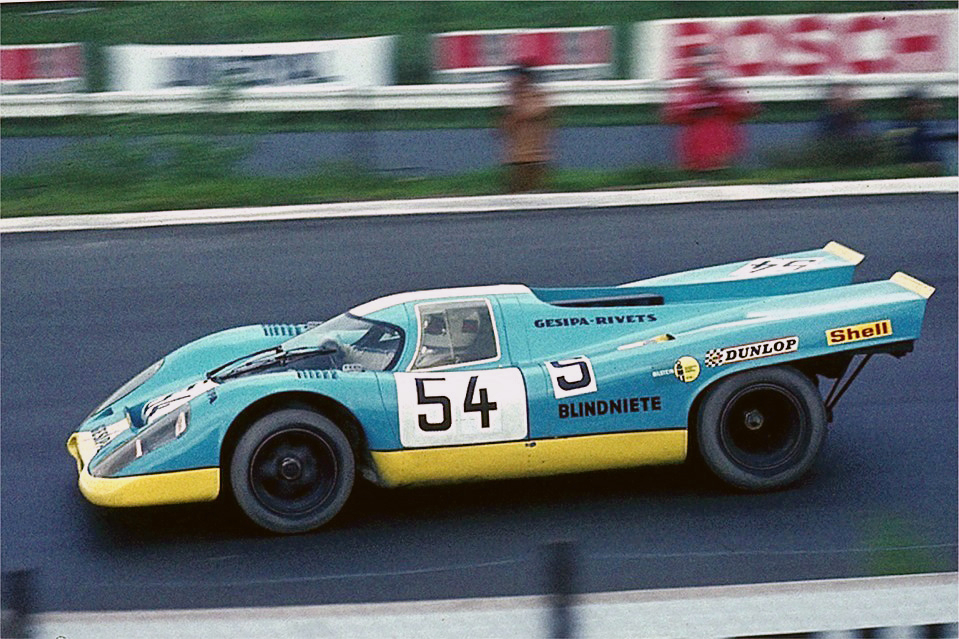
Helmut Kelleners sur Porsche 917K  aux 1 000 kilomètres du Nürburgring 1970.
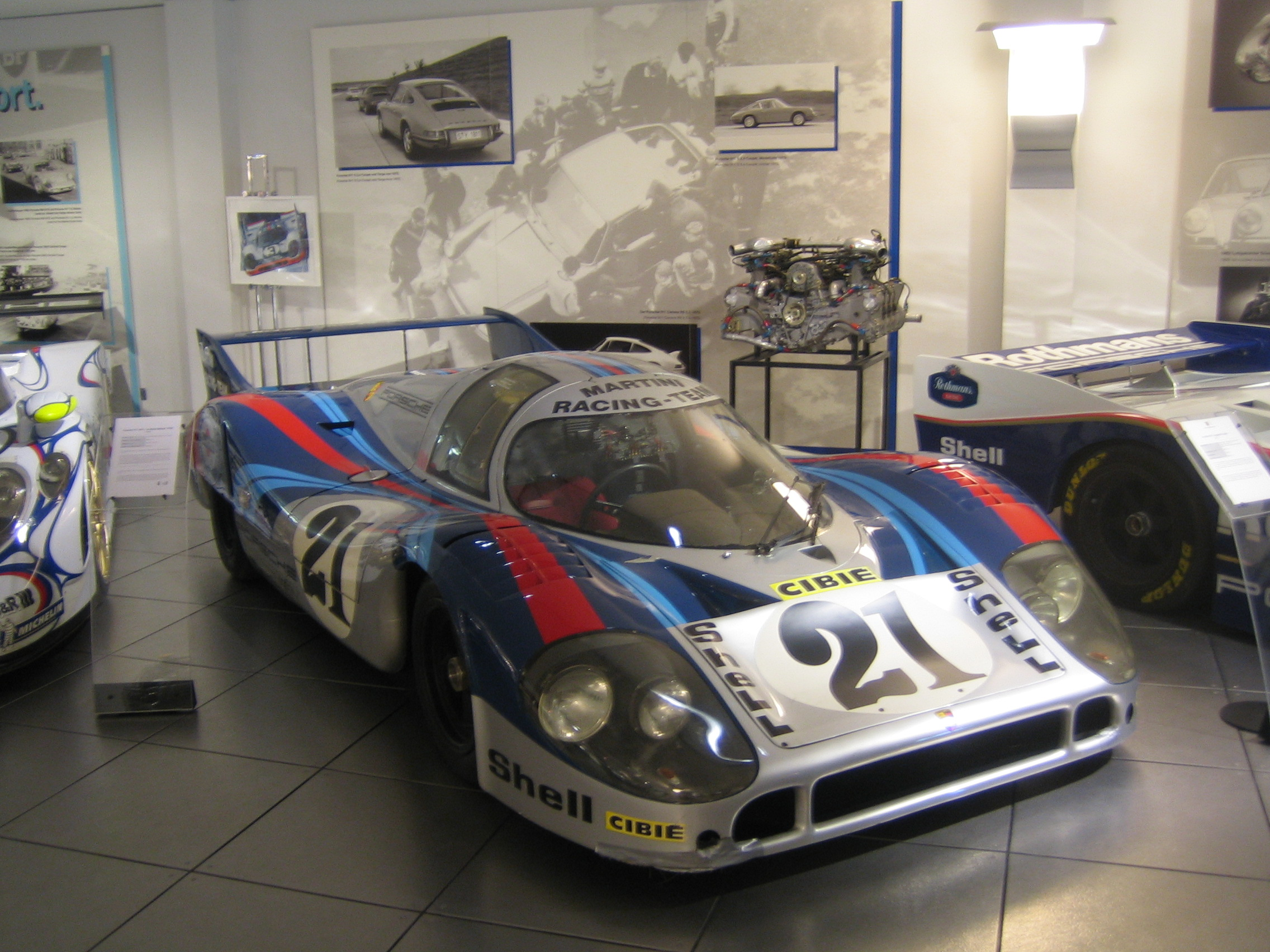
Porsche 917-4.9 LH Coupé d'Elford et Larrousse aux 24 Heures du Mans 1971.
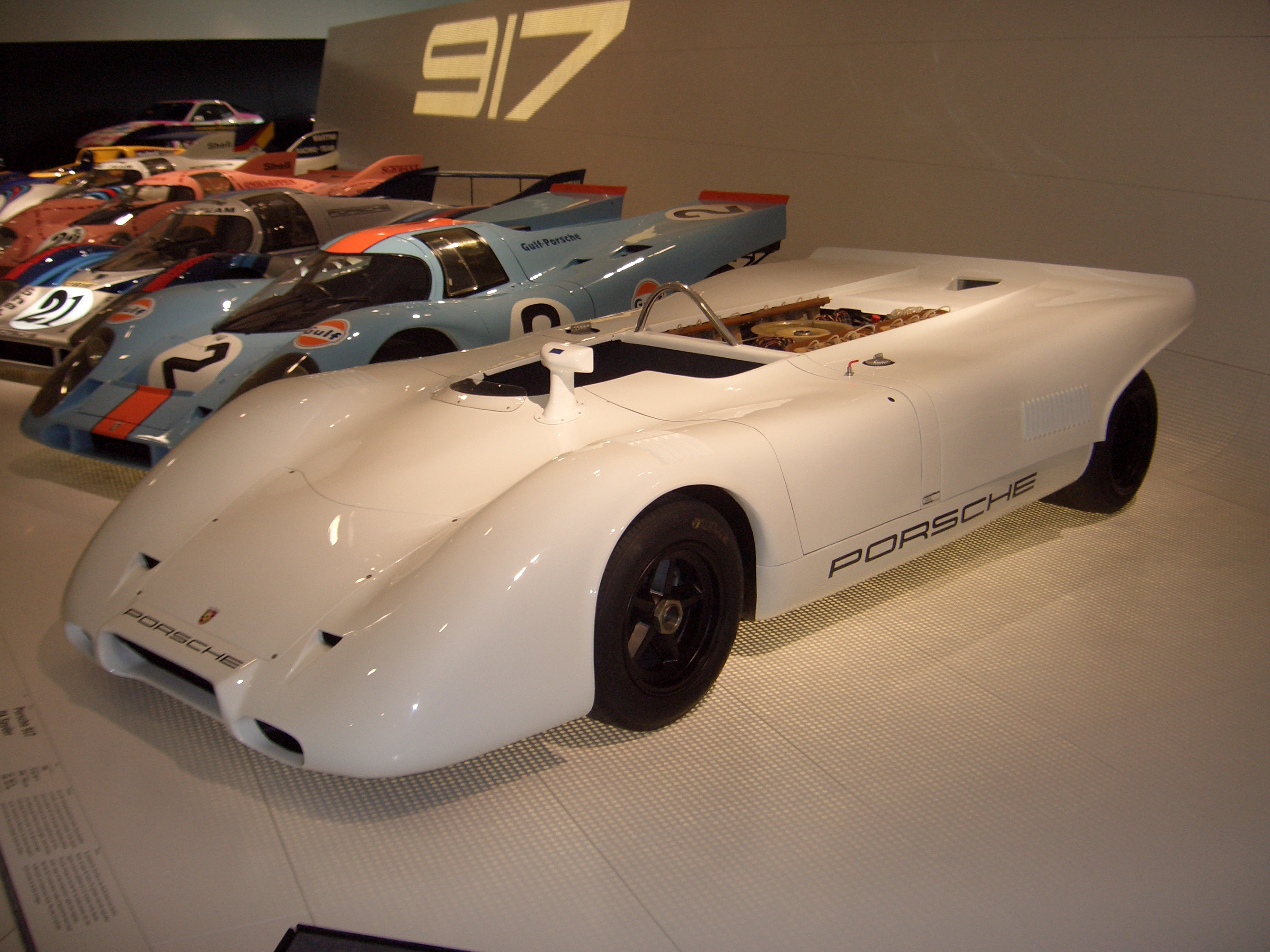
Porsche 917/16 Spider 16-cylindres (de 1970).
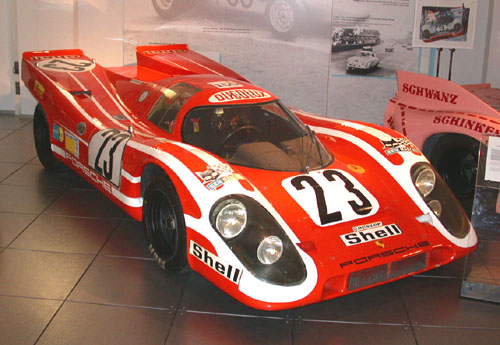
917K de 1970 (queue courte, à optiques type Le Mans, réplique du véhicule victorieux).
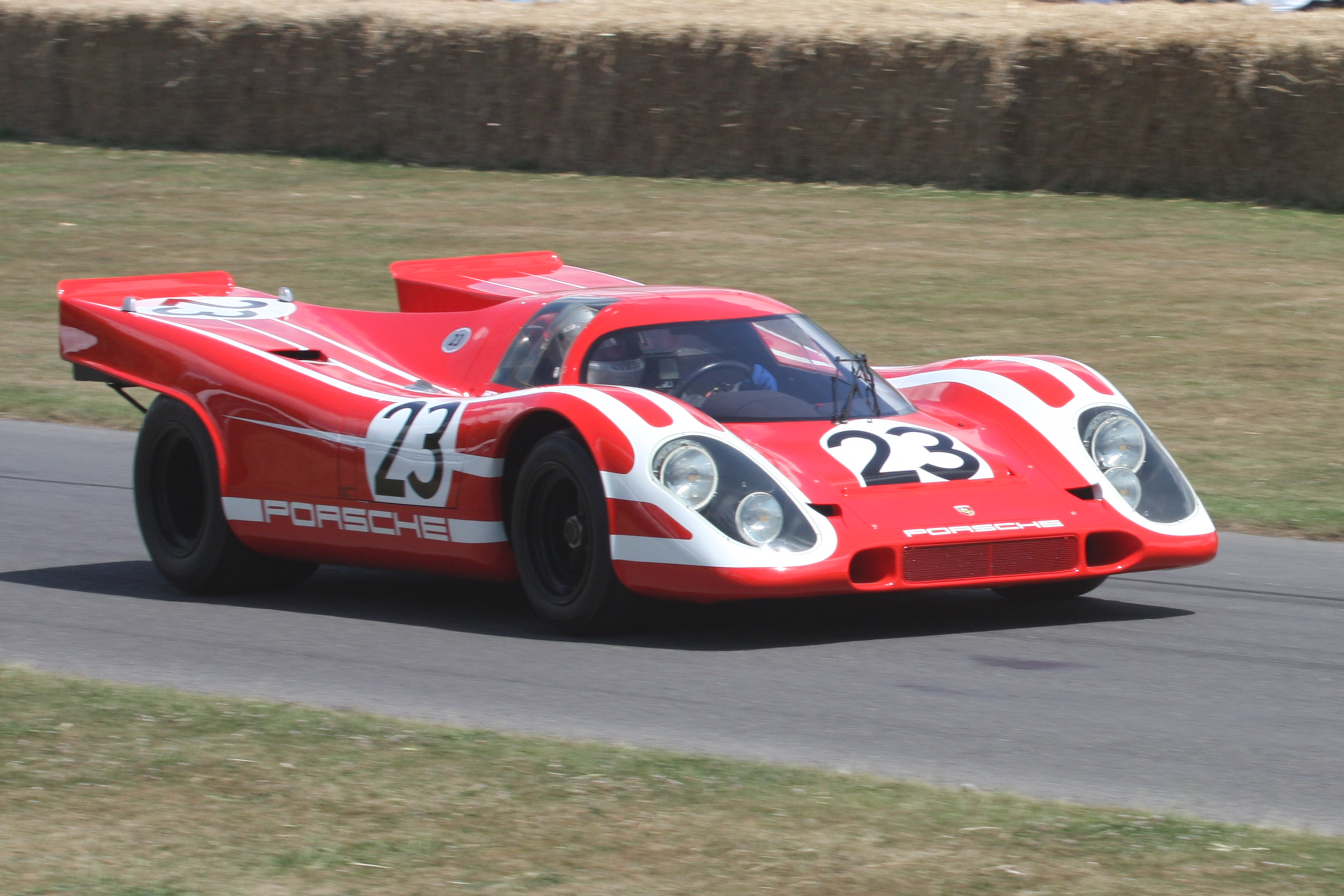
La 917K victorieuse au Mans en 1970 (Festival de Goodwood, collection privée).
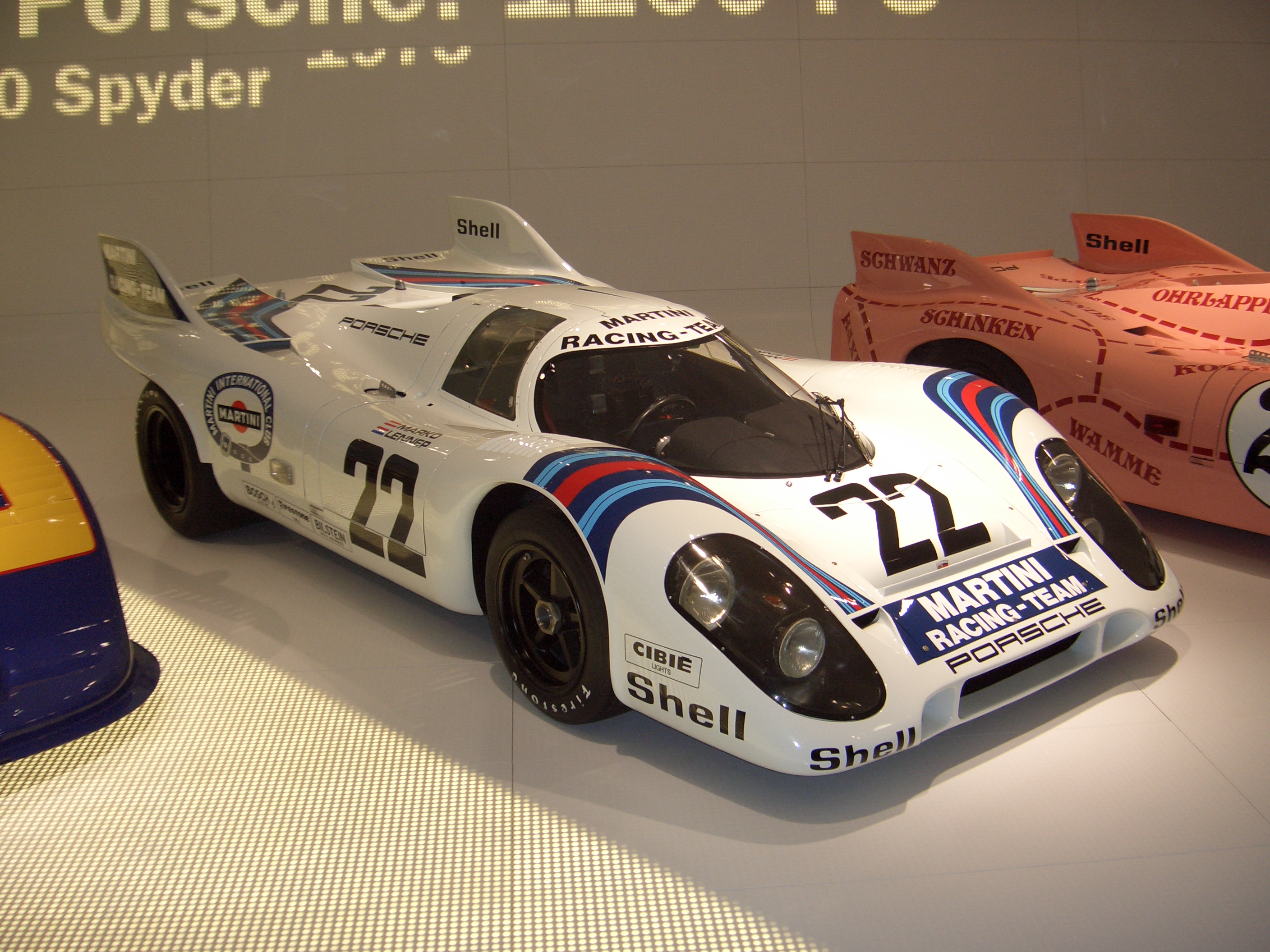
La 917 5.0 KH Coupe Magnesium victorieuse au Mans en 1971.
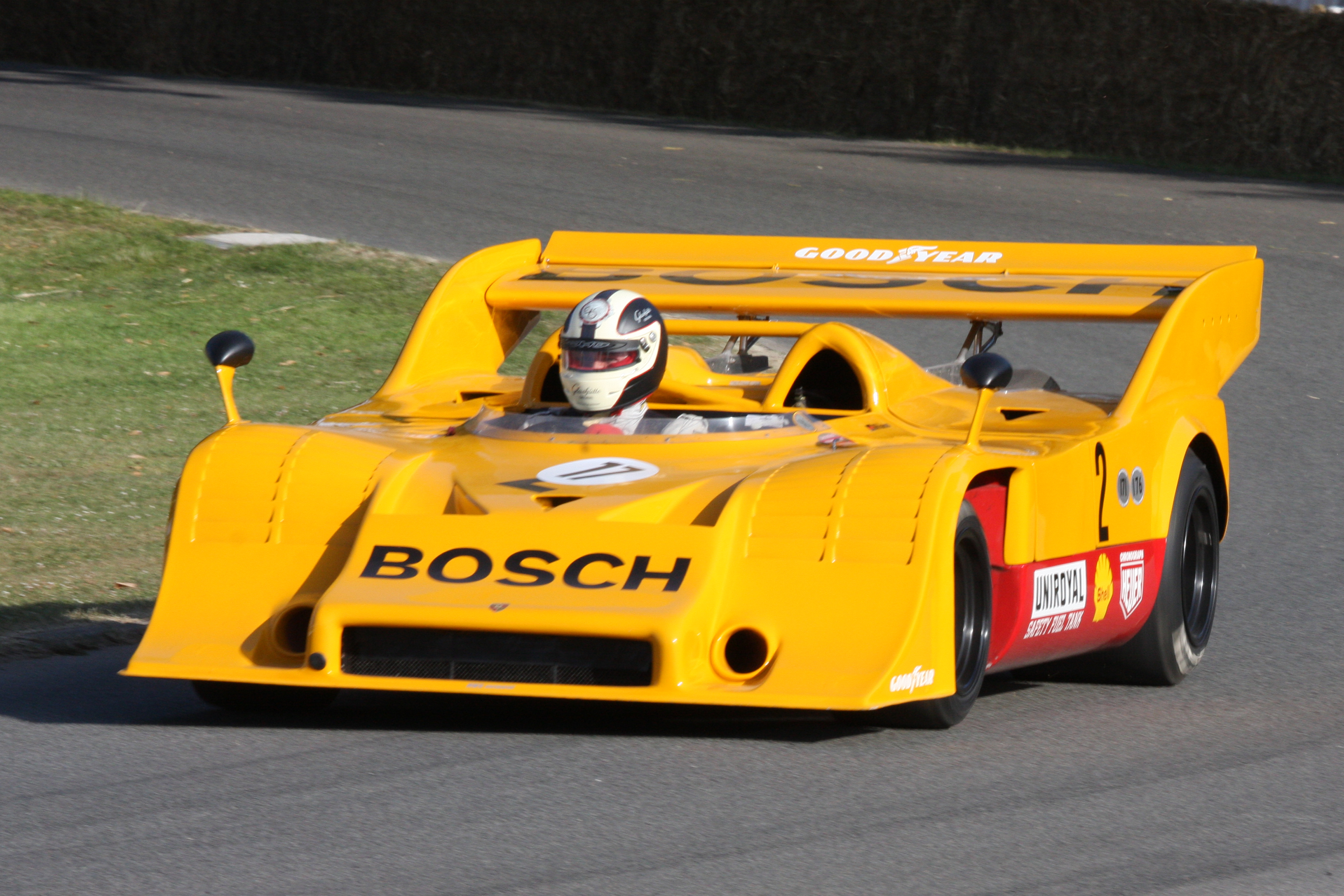
Une Porsche 917/10 5.0 en championnat Interserie (1971).
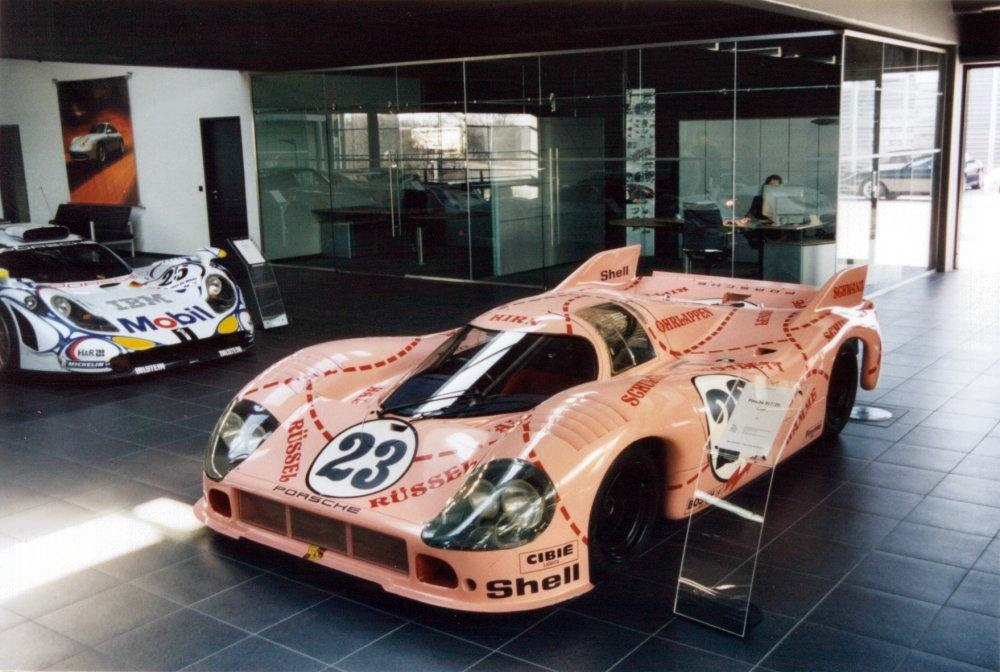
Version 917/20 Le Mans 1971 « cochon rose » (Pink Pig[4])(musée Porsche).
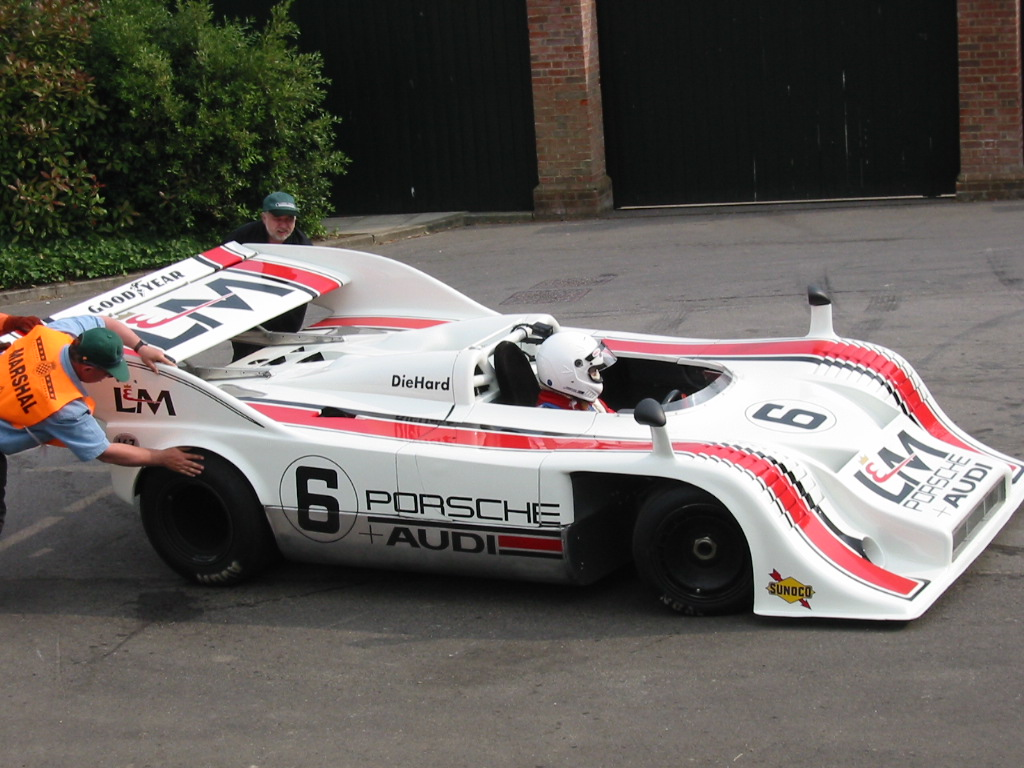
La Porsche 917/10 TC victorieuse du championnat Can-Am 1972.
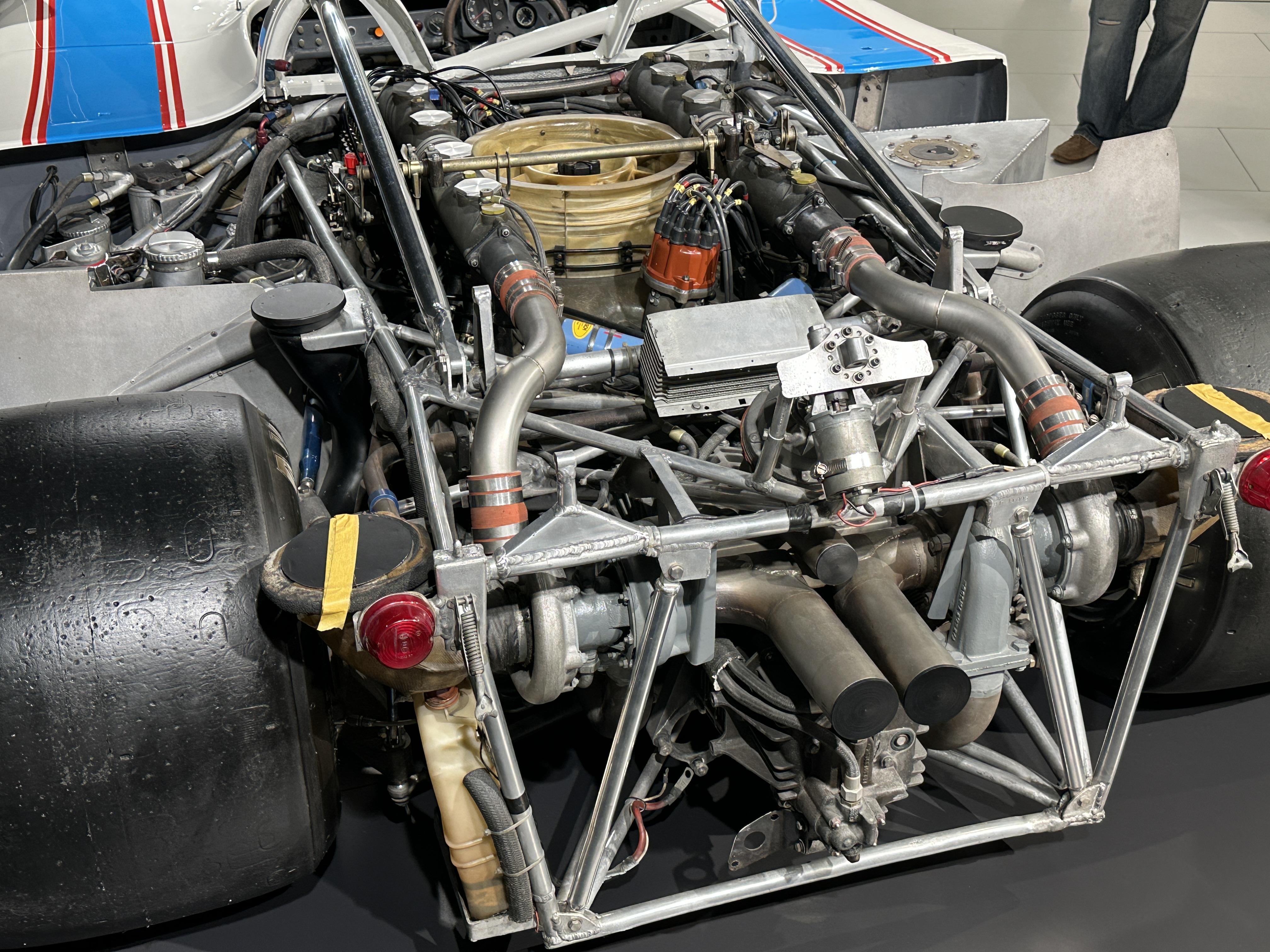
Le moteur Flat-10 biturbo équipant la 917/10 Spyder.